# Les Sables d'Abraxar
Les Sables d'Abraxar  est le troisième tome de la série de bandes dessinées Lanfeust des Étoiles, paru en janvier 2004. Scénarisée par Christophe Arleston et dessinée par Didier Tarquin, cette série est la suite directe de Lanfeust de Troy.

## Synopsis
Lanfeust, Hebus, Cixi et Swiip se trouvent sur Abraxar avec l'amiral Gingree, un rebelle de la confédération. Un champ magnétique surpuissant empêche le fonctionnement de tout appareil électrique sur la planète. L'équipe est donc dans l'obligation d'aller sur le pôle de la planète où ce champ magnétique n'agit pas. S'y trouve justement la base de la confédération. Ils auront là-bas la possibilité d'extraire la crypte tonique du cerveau de Lanfeust. Pour rejoindre la base rebelle, leur périple passe par l'île de Dheb pour atteindre Port Peebo.
La planète Abraxar est un vaste océan de sable et à la tombée de la nuit, survient un phénomène étrange et surnaturel, l'orhleïl. Toute personne ne prenant pas un antidote est pris de totale frénésie et succombe à des passions violentes et meurtrières. Lanfeust et ses compagnons arrivent après quelques péripéties jusqu'à Port Peebo. Pour poursuivre leur route, ils se font engager dans l'équipage d'un bateau de chasseurs de rorskäl. Le rorskäl est un animal dont on tire une substance permettant de fabriquer l'antidote pour l'orhleïl. Lanfeust réussit à en terrasser un, puis toute la troupe parvient jusqu'à l'île de Dheb, à la base de la confédération, grâce à un rorskäl blanc.
Une fois à la base, la princesse Ophredla confirme que tout comme Dheluu, son identité a été usurpée par des Pathacelses. L'objectif des Pathacelses est d'utiliser les pouvoirs de Lanfeust dans le but de faire revivre cette race qui risque l'extinction. Lanfeust apprend que le seul moyen de détruire un Pathacelse est d'utiliser une bactérie nommée Gawlax. Ophredla révèle également que lanfeust est mi-humain mi-Dolphante (les Dolphantes sont des êtres doués de magie et non-hostile à l'homme), et c'est la raison pour laquelle il possède des pouvoirs exceptionnels.
Malheureusement, un guide ayant permis à l'équipe d'arriver jusqu'à Port Peebo trahi la rébellion et révèle à Dheluu qu'Abraxar, la planète des rebelles, est en fait la planète Dezunge, appartenant au prince Ladhal. Ophredla opère Lanfeust et réussit à lui enlever la crypte tonique, mais au même moment les armées de Dheluu, menées par Thanos, arrivent sur Dezunge. Le combat s'engage, mais la rébellion peine à repousser les attaques. Lanfeust utilise son pouvoir pour faire passer la planète entière dans une porte de téléportation (le but est de couper Tahnos et ses troupes de leurs vaisseaux et d'arrêter le débarquement d'assaillants).
Après la téléportation, Lanfeust et Swiip se trouvent seuls, sur une planète verdoyante, Dezunge semble-t-il, mais à une autre époque de celle dont ils viennent,…

## Les secrets et jeux de mots de l'album
Arleston fait, comme dans la plupart des BD qu'il écrit, des jeux de mots, des petits jeux ou messages cachés, des allusions ou clins d'œil à la culture télévisuelle, cinématographique ou tout simplement contemporaine :
Page 18 - case 4 : Corto Maltese d'Hugo Pratt est dessiné en plein milieu de page.
Page 23 - case 4 : Sur le bateau des chasseurs de rorskäl ont reconnaît aisément des marins issue d'autres bandes dessinées, de gauche à droite : Capitaine Haddock, la caricature de Barbe-Rouge dans Asterix, Corto Maltese. 
Le capitaine de ce bateau recherche un rorskäl blanc qui lui a arraché une jambe, en référence à Moby Dick.
Page 32-33 : Lanfeust est attaqué par une bête appelée Dark-moule, une référence au personnage Dark Maul de l'épisode I de Star Wars. Il développe alors les mêmes taches noir et rouge que le Sith.
Page 34 - case 6 : À gauche, une statue de femme peut faire penser au tableau La source du peintre Jean-Auguste-Dominique Ingres et à droite, on peut reconnaître le Manneken-pis.
Page 42 - case 2 : La case 2 est un clin d'œil à la série Urgence.

## Publication
- Soleil Productions, janvier 2004,  (ISBN 2-84565-683-1)